# Einsatzgruppen

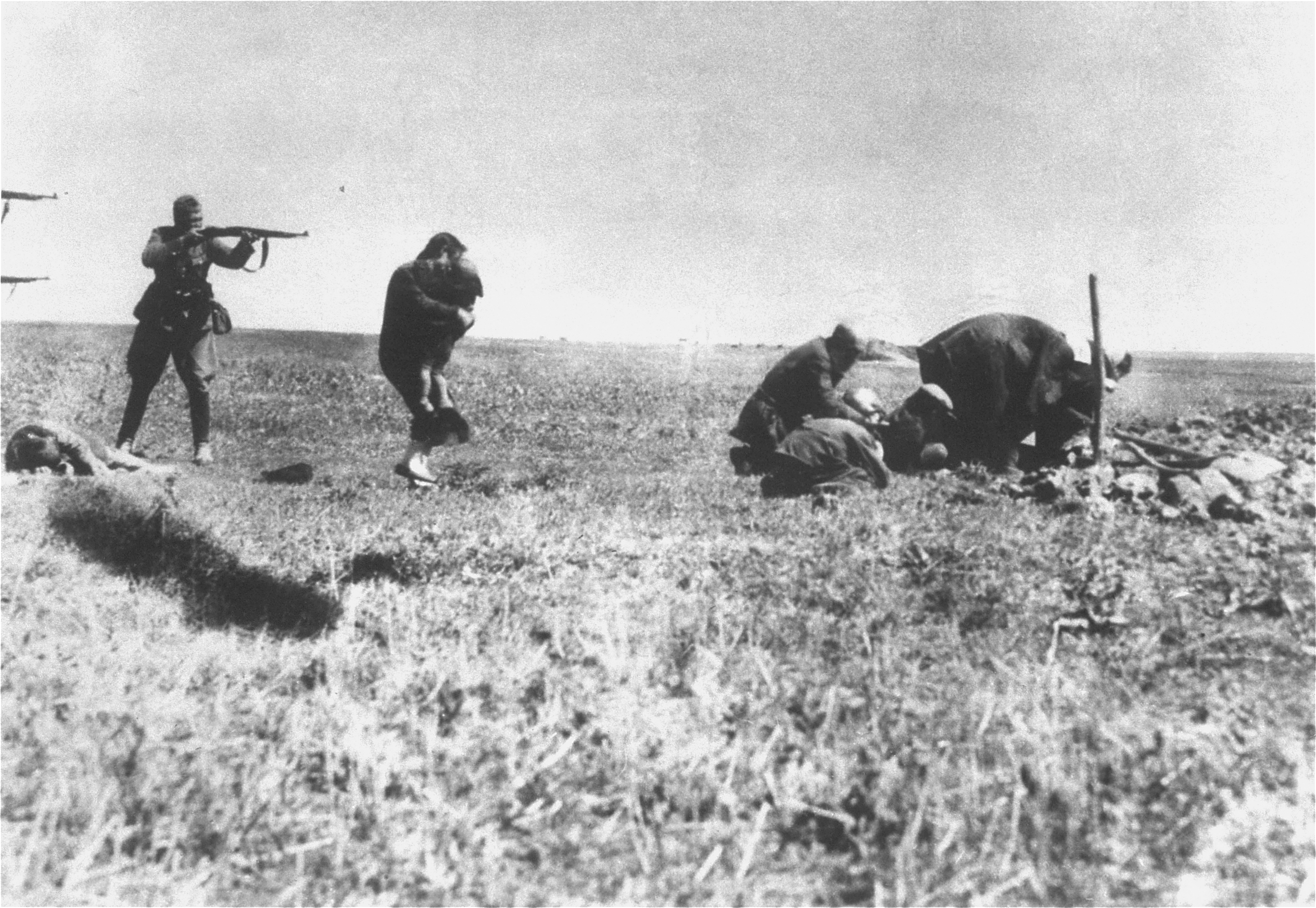
Morden på judar i närheten av Ivangorod i Ukraina 1942. En kvinna försöker skydda sitt barn med sin kropp precis innan de blir skjutna på nära håll av en medlem ur Einsatzgruppe C.

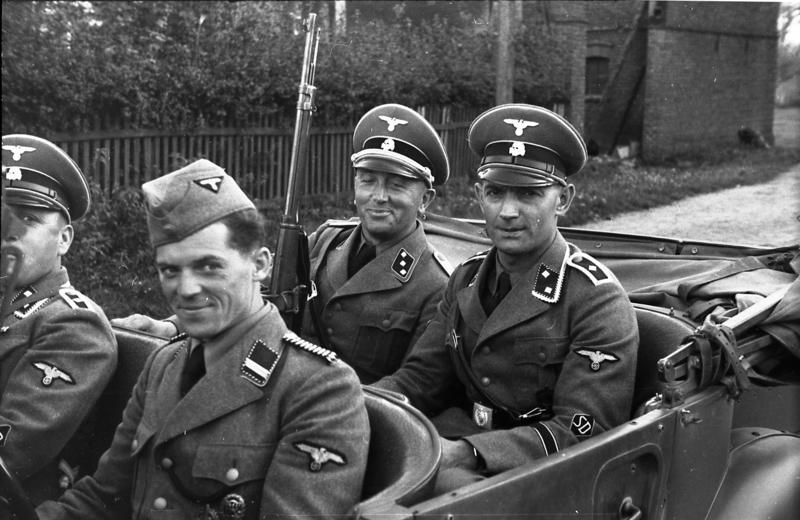
Personal ur Sicherheitsdienst under en mordaktion riktad mot polska judar 1939.

Einsatzgruppen (tyska: "insatsgrupper"; Einsatzgruppen der Sicherheitspolizei und des SD) var den nazityska säkerhetspolisens (Sicherheitspolizei, Sipo) och säkerhetstjänstens (Sicherheitsdienst, SD) mobila enheter som under andra världskriget följde den tyska armén vid angreppen på Polen den 1 september 1939 och Sovjetunionen den 22 juni 1941. Tidigare hade Einsatzgruppen opererat i Österrike i mars 1938 och i Tjeckoslovakien i mars 1939. Styrkornas uppgift var att ingripa mot säkerhetshotande verksamhet på ockuperat område vilket började cirka 10 km bakom frontlinjen. Ordning och säkerhet upprätthölls i detta område av förband ur tyska polisen ställda till försvarsmaktens förfogande. Vid fronten, etappen och under marsch med förband tillkom denna syssla av den tyska militärpolisen, Feldgendarmerie.
Säkerhetspolisen var inte underställd militära myndigheter och aktiviteterna var hemligstämplade. Vid insatser samverkade emellertid dessa styrkor ofta med fältgendarmeriet och/eller andra militära förband och polisenheter underställda militären samt lokal polis i de ockuperade områdena. Enligt Obergruppenführer Erich von dem Bach-Zelewski var Einsatzgruppens egentliga huvuduppgift att ”förinta judar, zigenare och politiska kommissarier”. Två av andra världskrigets mest omfattande massakrer förövades av Einsatzgruppen vid Babij Jar utanför Kiev, där 33 771 judar mördades under två dagar den 29 och den 30 september 1941, och i Rumbula-skogen utanför Riga i Lettland, där drygt 25 000 lettiska judar mördades under två dagar den 30 november och den 8 december 1941. Morden begicks genom arkebusering, vilket har givit upphov till benämningen ”The Holocaust by bullets”.

## Österrike
Einsatzgruppens historia inleds 1938 då Reinhard Heydrich upprättade ett Einsatzkommando (”insatskommando”) i samband med Anschluss, Tysklands annektering av Österrike. Insatskommandot utgjordes av agenter från Sicherheitspolizei och Gestapo och hade till uppgift att inta regeringsbyggnader samt att tillsammans med österrikisk polis gripa och förhöra personer som misstänktes för antinazistisk verksamhet.

## Tjeckoslovakien
Genom Münchenöverenskommelsen den 30 september 1938 avträdde Tjeckoslovakien det tyskspråkiga Sudetenland till Tyskland och i mars 1939 ockuperade Tyskland den tjeckiska delen av Tjeckoslovakien. Två Einsatzstaben ("insatsstaber") följde i spåren på den tyska armén för att i Prag säkra regeringsbyggnader. Dessa två Einsatzstaben utgjordes av personal ur bland annat SS och SD.

## Polen

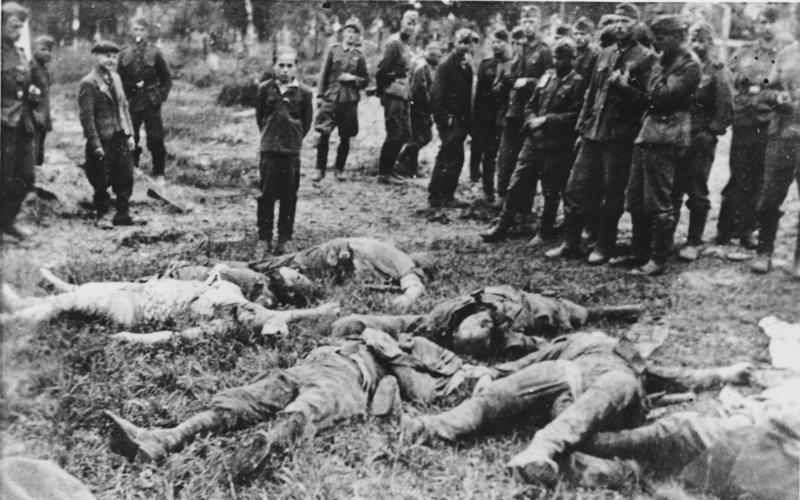

Den 1 september 1939 invaderade Tyskland Polen och fem Einsatzgruppen följde de avancerande tyska trupperna. Senare stationerades en sjätte Einsatzgruppe i Posen. Det upprättades även en Einsatzgruppe "för särskilda ändamål", Einsatzgruppe zur besonderen Verwendung (z.b.V.), med det underställda Einsatzkommando 16. Således opererade åtta insatsstyrkor i Polen:
- Einsatzgruppe I: SS-Standartenführer Bruno Streckenbach
  - Einsatzkommando 1/I: SS-Sturmbannführer Ludwig Hahn
  - Einsatzkommando 2/I: SS-Sturmbannführer Bruno Müller
  - Einsatzkommando 3/I: SS-Sturmbannführer Alfred Hasselberg
  - Einsatzkommando 4/I: SS-Sturmbannführer Karl Brunner

- Einsatzgruppe II: SS-Standartenführer Emanuel Schäfer
  - Einsatzkommando 1/II: SS-Obersturmbannführer Otto Sens
  - Einsatzkommando 2/II: SS-Sturmbannführer Karl-Heinz Rux

- Einsatzgruppe III: SS-Obersturmbannführer Hans Fischer
  - Einsatzkommando 1/III: SS-Sturmbannführer Wilhelm Scharpwinkel
  - Einsatzkommando 2/III: SS-Sturmbannführer Fritz Liphardt

- Einsatzgruppe IV: SS-Brigadeführer Lothar Beutel (från den 23 oktober 1939 SS-Obersturmbannführer Josef Meisinger)
  - Einsatzkommando 1/IV: SS-Sturmbannführer Helmut Bischoff
  - Einsatzkommando 2/IV: SS-Sturmbannführer Walter Hammer

- Einsatzgruppe V: SS-Brigadeführer Ernst Damzog
  - Einsatzkommando 1/V: SS-Sturmbannführer Heinz Gräfe
  - Einsatzkommando 2/V: SS-Sturmbannführer Robert Schefe
  - Einsatzkommando 3/V: SS-Sturmbannführer Walter Albath

- Einsatzgruppe VI: SS-Oberführer Erich Naumann
  - Einsatzkommando 1/VI: SS-Sturmbannführer Franz Sommer
  - Einsatzkommando 2/VI: SS-Sturmbannführer Gerhard Flesch

- Einsatzgruppe z.b.V.: SS-Obergruppenführer Udo von Woyrsch och SS-Oberführer Otto Rasch

- Einsatzkommando 16: SS-Sturmbannführer Rudolf Tröger

Vid frontlinjen i Polen befann sig insatsgrupperna under arméns befäl, men i området kring de bakre linjerna opererade de fritt. Officiellt hade insatsgrupperna i uppgift att gripa politiska motståndare och andra personer som utgjorde ett hot mot Tredje rikets säkerhet samt att förhindra sabotage, men i realiteten bestod insatsgruppernas uppdrag i att fullständigt förinta den polska intelligentian. Reichsführer-SS Heinrich Himmler räknade med att när det polska ledarskiktet väl hade eliminerats skulle polackerna bli ett underdånigt slavfolk under nazisternas kontroll. När insatsgrupperna hade undanröjt sina primära fiender, tog de upp jakten på de polska judarna. Arméledningen reagerade mycket starkt på insatsgruppernas brutala framfart och generalöverste Gerd von Rundstedt krävde att judeförföljelserna omedelbart skulle upphöra. Hitler svarade då genom att frånta arméledningen allt inflytande över insatsgrupperna. Han utnämnde fyra partitrogna ståthållare med jurisdiktion över insatsgrupperna: Albert Forster i Danzig-Westpreußen, Arthur Greiser i Warthegau, Gustav Wagner i Schlesien och Hans Frank i Generalguvernementet, den del av Polen som inte införlivades i tyska riket.

## Operation Barbarossa

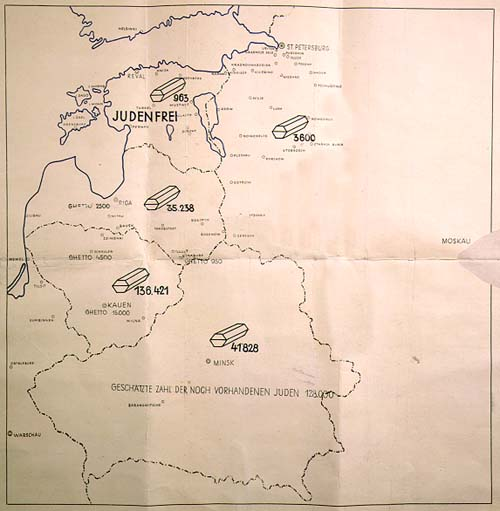
Karta som visar antalet judar som mördats av Einsatzgruppe A (Jäger-rapporten från december 1941).

Heydrich, som 1939 blev chef för Reichssicherheitshauptamt, Nazitysklands säkerhetsministerium, gav inför anfallet på Sovjetunionen i juni 1941 Einsatzgruppen i uppgift att döda alla judar, ryska politiska kommissarier, så kallade politruker, samt partisaner. Einsatzgruppen var indelade i fyra huvudgrupper (A-D) och opererade från Baltikum i norr till Svarta havet i söder. Einsatzgruppen var indelade i Sonderkommandon och Einsatzkommandon, vars minsta enhet benämndes Einsatztruppe. Einsatzgruppens personal på omkring 2 500 man rekryterades från bland annat Waffen-SS, SD, Kripo och Orpo. Enligt osäkra beräkningar skall Einsatzgruppen ha mördat minst 1 000 000 människor i Ryssland och Baltikum i samverkan med motsvarande enheter ur den tyska ordningspolisen. Man har funnit att bataljoner ur den tyska polisen Polizeibataillone och Reservpolizeibataillone också sattes in självständigt för massdödande av civilpersoner i det bakre området, vid sidan av rena partisanbekämpningsuppgifter. I Baltikum och Sovjetunionen deltog även personer ur lokalbefolkningen i massmordet på judarna. I Ukraina utmärkte sig lokala milisgrupper och hjälppolisbataljoner för sin brutalitet.
Militära chefer protesterade muntligt och skriftligt mot säkerhetspolisens metoder som man ansåg kontraproduktiva och vanhedrande. Allteftersom kriget fortsatte skärptes kampen mellan partisaner och den tyska krigsmakten, vilket anses ha lett till en kraftig brutalisering och acceptans av massarkebuseringar och liknande aktiviteter.
Uppgifter från chefer och annan personal i dessa enheter tyder på att normala personer under relativt onormala omständigheter kan finna sig i massdödande, men att personliga problem som alkoholism, psykiska sjukdomar, självmord, efter hand uppstår bland dem. Chefer tycks motivera personalen med juridiska eller kvasijuridiska resonemang, ordvändningar och omskrivningar. Militär disciplin tycks också påverka personalen att bortse från personliga känslor, ansvar och liknande. Problemen att motivera personalen inom Einsatzgruppen anses av vissa forskare ha medverkat till skapandet av förintelselägren med gaskammare som avrättningsmetod och där huvuddelen av hanterandet av de döda skedde genom fångarna själva.

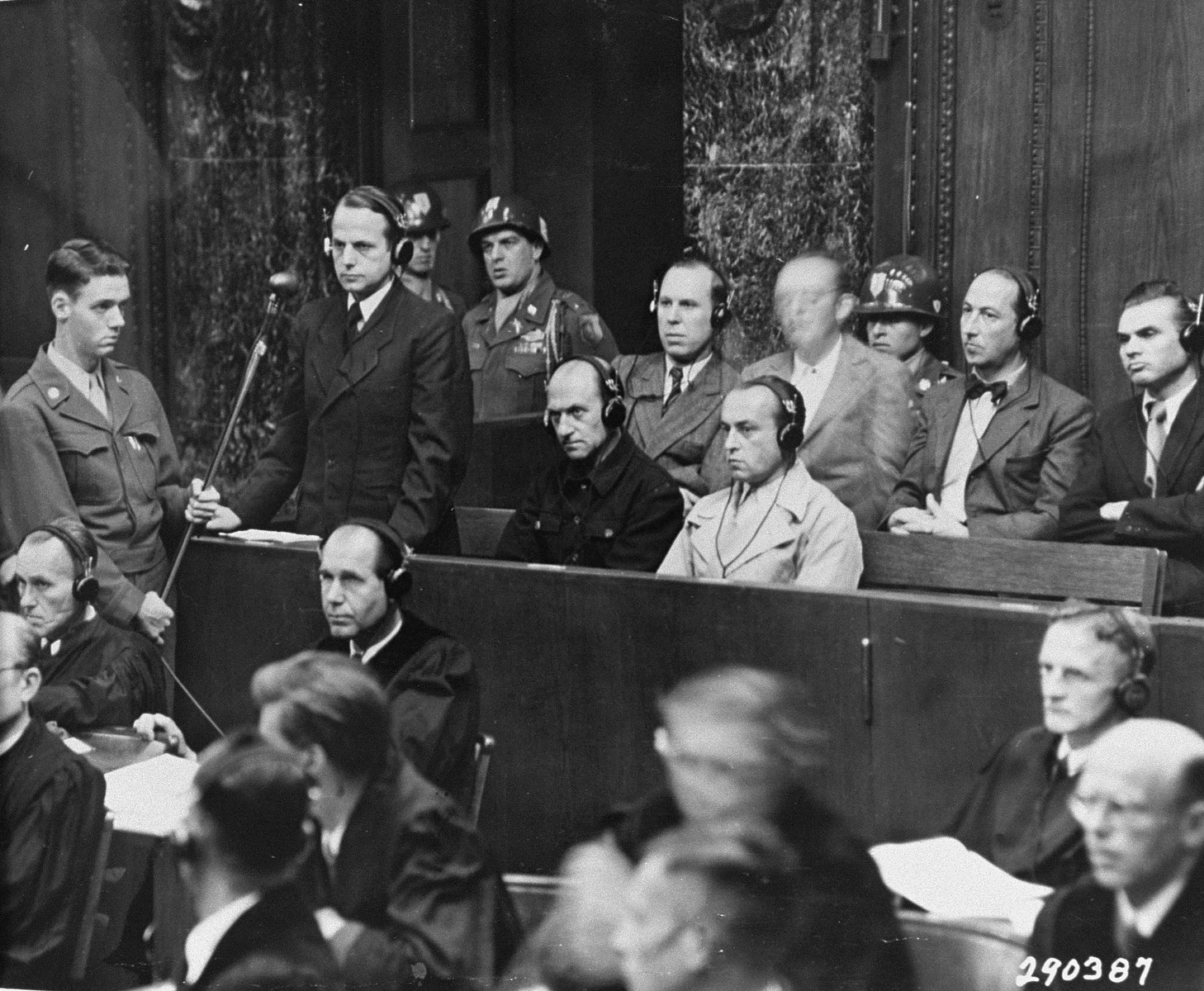
SS-Gruppenführer Otto Ohlendorf (Einsatzgruppe D) och andra anklagade vid Einsatzgruppenrättegången i Nürnberg den 15 september 1947.

Flera höga ledare inom Einsatzgruppen dömdes till döden eller till långvariga fängelsestraff vid Einsatzgruppenrättegången 1947–1948. Så sent som i juni 1951 hängdes Einsatzgruppen-ledarna Paul Blobel, Werner Braune, Erich Naumann och Otto Ohlendorf. Den förstnämnde, Paul Blobel, hade fört kommandot vid Babij Jar samt även haft ansvaret för den så kallade Aktion 1005. SS-Gruppenführer Arthur Nebe, befälhavare för Einsatzgruppe B från juni till oktober 1941, dömdes emellertid till döden och avrättades i mars 1945 av den egna regimen för inblandning i 20 juli-attentatet mot Adolf Hitler 1944.

## Einsatzgruppe A

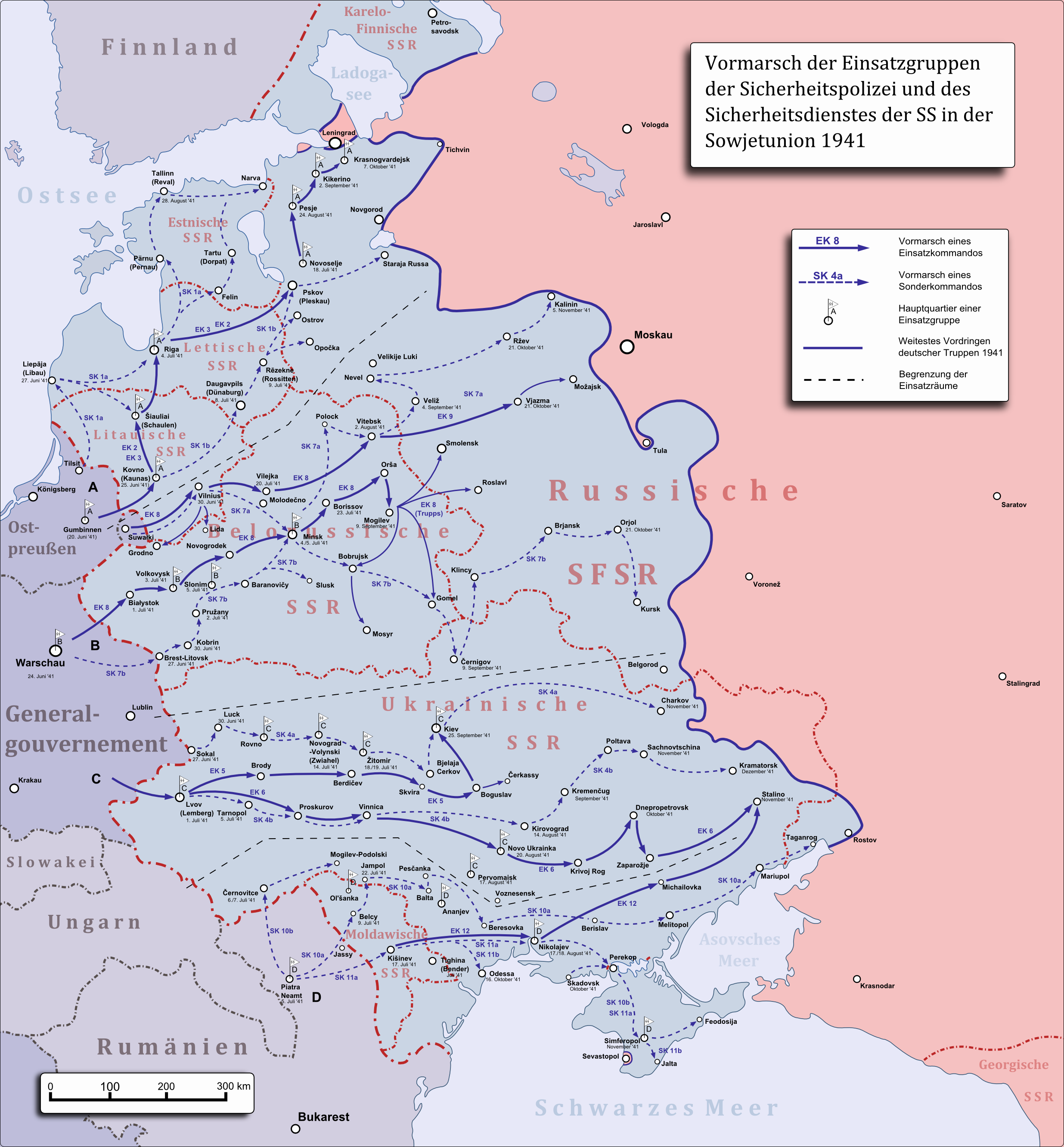
En tysk karta över Einsatzgruppens och SS:s aktioner i Sovjet 1941.
TECKENFÖRKLARING:
Streckad svart linje - gränserna för de fyra insatsgruppernas aktionsområden.
Hel blå linje med pil - Einsatzkommandon.
Streckad blå linje med pil - Sonderkommandon.
Vimpel - insatsgruppernas högkvarter.

Einsatzgruppe A följde Armégrupp Nord och opererade i Baltikum. Einsatzgruppe A inbegrep Sonderkommando 1a och 1b samt Einsatzkommando 2 och 3.

### Befälhavare
- Walter Stahlecker (juni 1941 – 23 mars 1942)
- Heinz Jost (24 mars 1942 – september 1942)
- Humbert Achamer-Pifrader (10 september 1942 – 4 september 1943)
- Friedrich Panzinger (4 september 1943 – maj 1944)
- Wilhelm Fuchs (maj – oktober 1944)

### Sonderkommando 1a
- Martin Sandberger (juni 1941 – oktober 1943)
- Bernhard Baatz (30 oktober 1943 – 15 oktober 1944)

### Sonderkommando 1b
- Erich Ehrlinger (juni 1941 – 3 december 1941)
- Eduard Strauch (3 december 1941 – juni 1943)
- Erich Isselhorst (30 juni 1943 – oktober 1943)

### Einsatzkommando 2
- Rudolf Batz (juni – november 1941)
- Eduard Strauch (4 november – 3 december 1941)
- Rudolf Lange (3 december 1941 – mars 1944)

### Einsatzkommando 3
- Karl Jäger (juni 1941 – september 1943)
- Wilhelm Fuchs (15 september 1943 – 6 maj 1944)
- Hans-Joachim Böhme (11 maj 1944 – 1 januari 1945)

Personalsammansättning för Einsatzgruppe A (15 oktober 1941)
| Enhet                   | Antal |
| ----------------------- | ----- |
| Waffen-SS               | 340   |
| Motorcykelburna         | 172   |
| Administration          | 18    |
| Sicherheitsdienst (SD)  | 35    |
| Kriminalpolizei (Kripo) | 41    |
| Staatspolizei (Stapo)   | 89    |
| Hilfspolizei (Hipo)     | 87    |
| Ordnungspolizei (Orpo)  | 133   |
| Kvinnliga anställda     | 13    |
| Tolkar                  | 51    |
| Teleprinteroperatörer   | 3     |
| Radiooperatörer         | 8     |
| Totalt                  | 990   |

## Einsatzgruppe B
Einsatzgruppe B följde Armégrupp Mitte i Vitryssland och bestod av Sonderkommando 7a, 7b och 7c (Vorkommando Moskau) samt Einsatzkommando 8 och 9.

### Befälhavare
- Arthur Nebe (juni – oktober 1941)
- Erich Naumann (november 1941 – mars 1943)
- Horst Böhme (12 mars – 28 augusti 1943)
- Erich Ehrlinger (28 augusti 1943 – april 1944)
- Heinrich Otto Seetzen (28 april – 11 augusti 1944)
- Horst Böhme (11 augusti – 29 augusti 1944)

### Sonderkommando 7a
- Walter Blume (juni – september 1941)
- Eugen Steimle (september – december 1941)
- Kurt Matschke (december 1941 – februari 1942)
- Albert Rapp (februari 1942 – 28 januari 1943)
- Helmut Looß (juni 1943 – juni 1944)
- Gerhard Bast (juni 1944 – november 1944)

### Sonderkommando 7b
- Günther Rausch (juni 1941 – februari 1942)
- Adolf Ott (februari 1942 – januari 1943; osäker uppgift)
- Josef Auinger (21 januari – 27 januari 1943)
- Georg Raabe (27 januari 1943 – 14 oktober 1944)

### Sonderkommando 7c /Vorkommando Moskau
- Franz Six (juni – 20 augusti 1941)
- Waldemar Klingelhöfer (augusti – oktober 1941)
- Erich Körting (oktober – december 1941)
- Friedrich Buchardt (december 1941)
- Wilhelm Bock (december 1941 – juni 1942)
- Rudolf Schmücker (juni – augusti 1942)
- Wilhelm Bluhm (augusti 1942 – juli 1943)
- Hans Eckhardt (juli – december 1943)

### Einsatzkommando 8
- Otto Bradfisch (juni 1941 – 1 april 1942)
- Heinz Richter (1 april – september 1942)
- Erich Isselhorst (september – november 1942)
- Hans Schindhelm (13 november 1942 – oktober 1943)
- Alfred Renndorfer (oktober 1943 – april 1944)

### Einsatzkommando 9
- Alfred Filbert (juni – 20 oktober 1941)
- Oswald Schäfer (oktober 1941 – februari 1942)
- Wilhelm Wiebens (februari 1942 – januari 1943)
- Friedrich Buchardt (januari – oktober 1943)
- Werner Kämpf (oktober 1943 – mars 1944)

## Einsatzgruppe C
Einsatzgruppe C följde Armégrupp Süd och rörde sig i norra och mellersta Ukraina. Den var indelad i Sonderkommando 4a och 4b samt Einsatzkommando 5 och 6.

### Befälhavare
- Otto Rasch (juni – september 1941)
- Max Thomas (oktober 1941 – 28 augusti 1943)
- Horst Böhme (6 september – mars 1944)

### Sonderkommando 4a
- Paul Blobel (juni 1941 – januari 1942)
- Erwin Weinmann (13 januari – juli 1942)
- Eugen Steimle (augusti 1942 – 15 januari 1943)
- Theodor Christensen (januari – slutet av 1943)

### Sonderkommando 4b
- Günther Herrmann (juni – september 1941)
- Fritz Braune (oktober 1941 – 21 mars 1942)
- Walter Hänsch (mars 1942 – juli 1943)
- August Meier (juli – november 1942)
- Friedrich Suhr (november 1942 – augusti 1943)
- Waldemar Krause (augusti 1943 – januari 1944)

### Einsatzkommando 5
- Erwin Schulz (juni – september 1941)
- August Meier (september 1941 – januari 1942)

### Einsatzkommando 6
- Erhard Kröger (juni – november 1941)
- Robert Mohr (november 1941 – september 1942)
- Ernst Biberstein (september 1942 – november 1942)
- Friedrich Suhr (november 1942 – augusti 1943)

## Einsatzgruppe D
Einsatzgruppe D följde Armégrupp Süd och opererade i Bessarabien, södra Ukraina, på Krim och i Kaukasus med Sonderkommando 10a och 10b samt Einsatzkommando 11a, 11b och 12. 

### Befälhavare
- Otto Ohlendorf (4 juni 1941 - 30 juli 1942)
- Walther Bierkamp (30 juli 1942 – 15 juli 1943)

### Einsatzkommando 10a
- Heinrich Otto Seetzen (1 juni 1941 – 1 augusti 1942)
- Kurt Christmann (1 augusti 1942 – 11 juli 1943)

### Einsatzkommando 10b
- Alois Persterer (12 maj 1941 – december 1942)
- Eduard Jedamzik (december 1942 – februari 1943)

### Einsatzkommando 11a
- Paul Zapp (juni 1941 – juli 1942)
- Gerhard Bast (november/december 1942)
- Werner Hersmann (december 1942 – maj 1943)

### Einsatzkommando 11b
- Hans Unglaube (juni – juli 1941)
- Bruno Müller (juli – oktober 1941)
- Werner Braune (oktober 1941 – september 1942)
- Paul Schulz (september 1942 – februari 1943)

### Einsatzkommando 12
- Gustav Nosske (juni 1941 – februari 1942)
- Erich Müller (februari – oktober 1942)
- Günther Herrmann (oktober 1942 – mars 1943)

## Kroatien

### Einsatzgruppe E
- Ludwig Teichmann (2 augusti 1941 – 24 april 1943)
- Günther Herrmann (24 april 1943 – 1944)
- Wilhelm Fuchs (1944–1945)

Einsatzkommando 10b
- Joachim Deumling (15 mars 1943 – 27 januari 1945)
- Franz Sprinz (27 januari – maj 1945)

Einsatzkommando 11a
- Rudolf Korndörfer (15 maj 1943 – 9 september 1943)
- Anton Fest (9 september 1943 – 1945)

Einsatzkommando 15
- Willi Wolter (12 juni 1943 – september 1944)

Einsatzkommando 16
- Johannes Thümmler (3 juli – 11 september 1943)
- Joachim Freitag (11 september 1943 – 28 oktober 1944)

Einsatzkommando Agram
Agram är det österrikisk-tyska namnet på Zagreb.
- Rudolf Korndörfer

## Serbien
- Wilhelm Fuchs
- August Meyszner

## Slovakien

### Einsatzgruppe H
- Josef Witiska (10 september – 15 november 1944)

## Kärnten/Slovenien

### Einsatzgruppe Iltis
Einsatzgruppe Iltis hade i uppgift att bekämpa jugoslaviska partisaner i Kärnten och Slovenien.
- Paul Blobel (oktober 1944)